# Mohsen Subhi
Mohsen Subhi (en árabe: محسن صبحي‎ también, Mohsen Subhi Khalil AbdelHamid Ataya) (4 de octubre de 1963 - 2 de agosto de 2009) fue un palestino compositor de música clásica árabe y arreglista de música moderna y folclórica palestina. Nació en Ramala, Palestina el 4 de octubre de 1963, donde se estableció como un joven músico, compositor, intérprete y profesor. Se mudó a Boston, Massachusetts en 1997 y continuó viviendo y trabajando en Jordania, Palestina y en los Estados Unidos en Boston y San Francisco.
Subhi, también conocido como Abu Kinaan, fue percusionista y un maestro en el laúd árabe. Compuso, arregló e interpretó y música para la televisión, obras de teatro, películas y audiencia en vivo. Después de recibir una beca para grabar su segundo CD de música clásica árabe (instrumental), murió en un accidente en Ramala.

## Educación
Mohsen comenzó a autoeducarse en la música a los siete años, inicialmente como percusionista, luego adoptó el laúd árabe como su instrumento principal. El maestro en laúd árabe Hatem Al-Afghani, fue uno de los profesores de música de Mohsen. En Estados Unidos, Mohsen asistió a clases en la Universidad de Música de Berklee en Boston y en la Escuela de Música de Longy en Cambridge, Massachusetts, donde continuó desarrollando su estilo único.

## Carrera

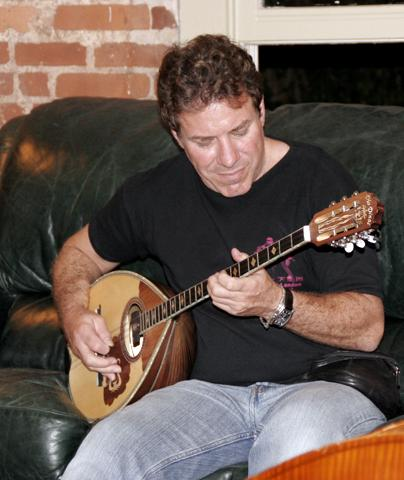
Un buzuq.

Aunque es más conocido como intérprete del laúd árabe, también tocaba el buzuq, y era igualmente talentoso en el derbake, târ, mazhar y el daf; fusionando ritmos árabes, persas, indios y africanos. Mohsen compuso, arregló e interpretó y música para la televisión, obras de teatro, películas, audiencias en vivo, compañías de baile y para propósitos educativos. Sus contribuciones únicas a la música clásica árabe y a la danza folclórica palestina le dieron un amplio reconocimiento como un músico en ascenso. Tocó el buzuq y la percusión en el grupo "Al-Rahhala" de Ramala, al momento del lanzamiento del sencillo Raseef al-Madeena (1988). Además enseñó percusión y/o laúd árabe a niños y adultos a través de instituciones, escuelas y clases privadas en Ramala y Jerusalén (Palestina), así como en Boston (1997-1999) y más tarde en San Francisco.
Mientras se desempeñaba como director musical del internacionalmente reconocido grupo palestino de dabke, la Compañía de Danza Popular Palestina "El Funoun", en Palestina, compuso la música para la popular producción de este grupo, "Zaghareed" —o "Zaghareet"— ("ululaciones") de 1997, el cual El Funoun describe como "una obra artística que combinada autenticidad con originalidad, materia prima tradicional con componentes de danza más modernistas, y finalmente una melodía muy palestina con atributos de atractivo universal". Las reinterpretaciones y los nuevos arreglos de Mohsen a las canciones de boda tradicionales palestinas fueron coreografiadas y bailadas por este grupo.
En 2006, el sello discográfico independiente con base en Líbano, Incognito, lanzó el trabajo instrumental de Mohsen, Mawasem (Estaciones), la primera recopilación de 9 temas de su renombrada composición de piezas con laúd árabe, acompañadas de bajo, chelo y piano (con Antoine Lammam en las percusiones). Sobre este álbum, Rabih Z escribió: 

Mohsen Subhi tiene un estilo muy personal de interpretar el laúd árabe, debido a su experiencia previa como percusionista y su sutil asimilación de influencias indias, africanas y mediterráneas. El álbum ha recibido aclamación popular y crítica en Líbano: es difícil no caer perdidamente enamorado con el hechizante álbum de Mohsen Subhi, Mawasem. Su maestra interpretación del laúd árabe se asemeja a un arte místico, haciendo de este CD una experiencia asombrosa de escuchar.
Rabih Z, Time Out Beirut, junio de 2006.)

### Trabajo en películas

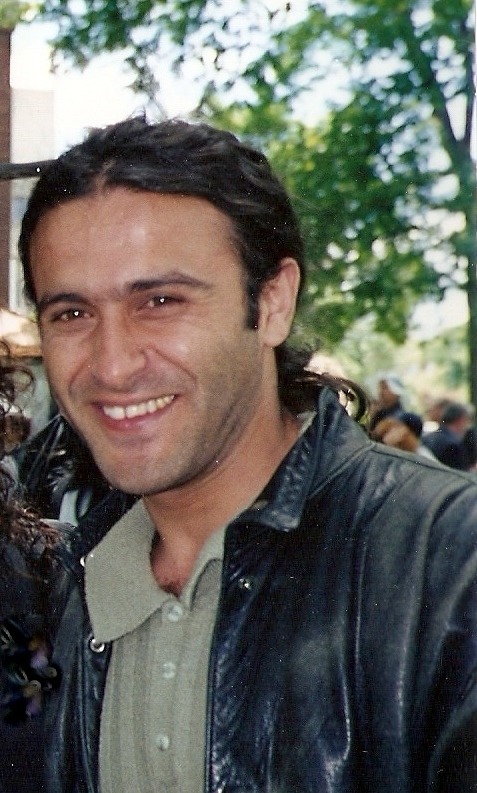
Subhi en Cambridge, Massachusetts (junio de 1998).

Mohsen compuso y realizó los temas sonoros originales de varias películas que documentaron la vida e historia de los palestinos, estas incluyen:
- La presencia de la ausencia en las ruinas de Kafr Bir'im (2007) de John Halaka.[6]
- La villa imaginaria (2004) de Sandy Tolan y Melissa Robbins, quien dijo su música jugó un papel importante en la película.[7]

- El tour interno (2001) de Raanan Alexandrowicz. Mohsen (escrito Muhssein Abed Al Hamid en los créditos) era uno de tres artistas cuya música se usó en el documental. Pasó los tres días en el autobús con el grupo de palestinos cuyas historias intenta contar el documental, y se le puede ver a lo largo de la película, a menudo interpretando su laúd.[8]

- Ali wa ashabuhu [Ali y sus amigos](2000) de Sobhi Al-Zobaidi.[9]

Su música se usó además como pistas en películas como La sal de este mar (2008) de Annemarie Jacir y Esta vida palestina (2008) de Philip Rizk.

## Muerte
Mohsen Subhi murió en un desafortunado accidente el 2 de agosto de 2009, siendo enterrado en Al Bireh. Dos meses después la revista mensual This Week in Palestine, le dedicó una nota editorial en su sección "Artista del mes": 

Mohsen plegaba y distorsionaba el tiempo a su gusto. Sus ritmos encarnaban el conocimiento recogido de la apasionada, rigurosa y larga exploración autodidacta previa en percusión, sus variados instrumentos y salvajes técnicas. 
[...]
En el acto interpretativo, Mohsen se envolvía en la panza de su laúd – afferándose a él así como sosteniéndolo –, cerraba los ojos y dejaba que el plecto, los dedos, las cuerdas, los nervios y la madera se fusionaran en un continuo de vibraciones, que sumerge y engancha al oyente en su resonancia.
Penny Harter, Muriendo por escucharlo tocar.